# سوات أوستا
سوات أوستا (بالتركية: Suat Usta)‏ (3 أغسطس 1981 بماستريخت في هولندا - ) هو لاعب كرة قدم تركي في مركز الدفاع. لعب مع أنطاليا سبور وإف سي آيندهوفن وتشايكور ريزه سبور وغلطة سراي وقونيا سبور ونادي في بي ونادي نيفتشي باكو وصقارية سبور ‏ وديار بكر سبور ‏ وفورتونا سيتارد وMVV Maastricht ‏.

## روابط خارجية
- سوات أوستا على موقع اتحاد تركيا (لاعب) (الإنجليزية)
- سوات أوستا على موقع قاعدة بيانات كرة القدم.إي يو (الإنجليزية)
- سوات أوستا على موقع عالم كرة القدم.نت (الإنجليزية)